# Mostly Autumn

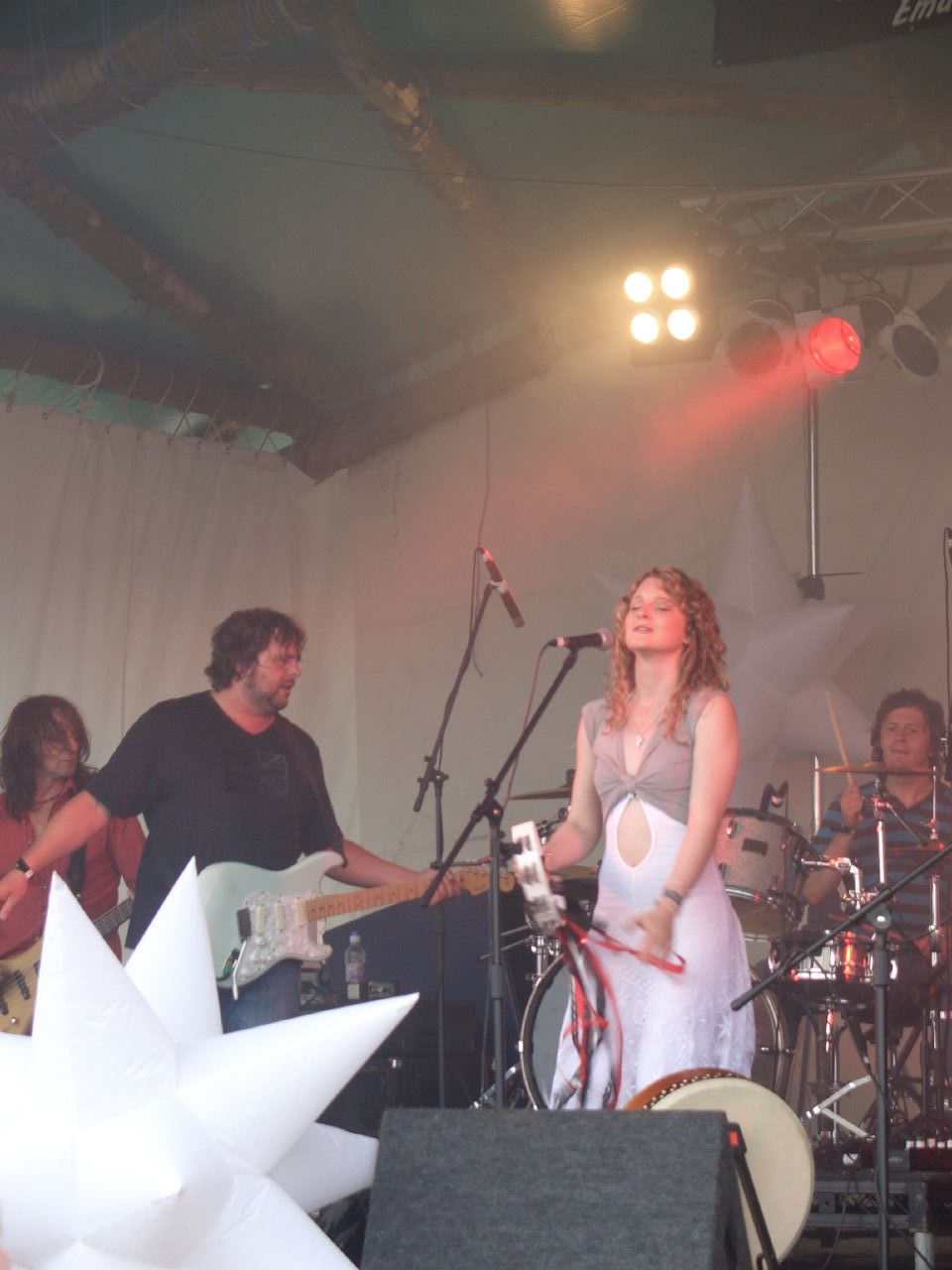
Mostly Autumn

Mostly Autumn is een Britse progressieve rock groep, ze zijn voornamelijk geïnspireerd door Pink Floyd en Genesis.

## Geschiedenis Mostly Autumn
De groep, met frontleden Bryan Josh en (aanvankelijk Heidi Widdop, maar redelijk snel vervangen door) Heather Findlay als leadzangeres, wordt gevormd midden jaren 90 en wordt na het tweede en derde album de tweede Pink Floyd genoemd. Dit legt een enorme druk op de schouders van Mostly Autumn. Alhoewel ze enorm populair blijven in het Verenigd Koninkrijk, zakt hun populariteit wat in. In 2004 vertillen ze zich aan composities van Pink Floyd op een privé-album Pink Floyd Revisited.
Daarna krabbelen ze uit het dal en komen in 2003 met het album Passengers sterk terug. Dat album is al voorgefinancierd door de fans. Ook het album Heart Full of Sky wordt op die manier opgenomen. Als pre-release is dit dubbel-album via hun eigen website als limited edition gepresenteerd. In het voorjaar van 2007 zou hiervan een enkel-cd voor een breder publiek gelanceerd worden, met een selectie van de nummers van de dubbel-cd. Op dit album is Iain Jennings dan vervangen door Chris Johnson. Iain Jennings heeft op alle voorafgaande albums gespeeld en is ook weer de keyboardspeler op de albums daarna.
In 2010 verlaat Heather Findlay de band omdat ze zich meer wil richten op haar gezin en wat solo activiteiten. Op 2 April 2010 was haar laatste optreden met de band. Hiervan is een DVD gemaakt: That Night In Leamington. Haar rol als leadzangeres wordt overgenomen door Olivia Sparnenn, die al bij de band betrokken was. Met haar maakt de band datzelfde jaar nog de CD 'Go Well Diamond Heart'.
23 juni 2013 is een feestdag voor de band. Josh en Sparnenn trouwden met elkaar.
In 2014 verlaat drummer Gavin Griffiths de band, zijn plaats op de drumkruk wordt nu definitief ingenomen door Alex Cromarty, die al gedurende de tours was ingevallen voor Griffiths omdat die andere verplichtingen had.
Bryan Josh gaf ook een aantal soloalbums uit: Through these eyes (2008) en Transylvania (part 1- The count demands it) (2016).

## Leden

### Huidige samenstelling
- Bryan Josh: (zang; lead/ritmische/akoestische/12-snarige gitaar; keyboard; piano)
- Iain Jennings: (keyboard; piano)
- Angela Gordon: (flutes, keyboards, piano, recorders, high and low whistles, backing vocals)
- Chris Johnson: (gitaar; zang; keyboard)
- Andy Smith (basgitaar)
- Olivia Sparnenn-Josh: (lead- en achtergrond)zang; akoestische gitaar; percussie)
- Alex Cromarty: (drums)

#### Vroegere bandleden
- Bob Faulds (viool)
- Stuart Carver (basgitaar)
- Anne-Marie Helder (fluit; keyboard; piano; akoestische gitaar; achtergrondzang)
- Kev Gibbons (fluit)
- Allan Scott (drums)
- Rob McNeil (drums)
- Jonathan Blackmore (drums)
- Henry Bourne (drums)
- Heather Findlay (zang, akoestische/12-snarige gitaar, piano, blokfluit, percussie)
- Gavin Griffiths (drums)
- Liam Davison (slag-/akoestische/12-snarige gitaar; Slide-gitaar; achtergrondzang)

### Discografie
- For All We Shared... (1999)
- The Spirit of Autumn Past (1999)
- The Last Bright Light (2001)
- The Story So Far... (2001, live-album)
- Music Inspired by the Lord of the Rings (2001)
- Catch the spirit (2002, compilatie-album, waarvoor alle nummers opnieuw werden opgenomen)
- Passengers (album) (2003)
- Pink Floyd Revisited (2004)
- Storms over Still Water (2005)
- Spirits of Christmas past (2005, ep)
- Storms over London Town (2006, live-album)
- Heart Full of Sky (2006)
- Glass Shadows (2008)
- Pass the Clock (2009, compilatie-album, bestaande uit 3 cd's ter ere van het 10-jarig bestaan van de band)
- Mostly Autumn Live 2009 (2010)
- Go Well Diamond Heart (2010)
- That Night in Leamington (2011)
- Still Beautiful
- Mostly Autumn at High Voltage 2011
- The Ghost Moon Orchestra (2012)
- Live at the Boerderij (2013)
- Dressed in Voices (2014)
- Box of tears (2015)
- Mostly Autumn acoustic (2015)
- Sight of day (2017)
- White rainbow (2019)
- Graveyard star (2021)
- Back in these Arms (2022)